# Aire d'attraction de Nevers
L'aire d'attraction de Nevers est un zonage d'étude défini par l'Insee pour caractériser l’influence de la commune de Nevers sur les communes environnantes. Publiée en octobre 2020, elle se substitue à l'aire urbaine de Nevers, qui comportait 57 communes dans le zonage de 2010.

## Définition
L'aire d'attraction d'une ville est composée d’un pôle, défini à partir de critères de population et d’emploi ainsi que d’une couronne constituée des communes dont au moins 15 % des actifs travaillent dans le pôle. Le pôle d’attraction constitue ainsi un point de convergence des déplacements domicile-travail,.

## Géographie
L’aire d'attraction de Nevers est une aire inter-régionale qui comporte 93 communes : 75 situées dans la Nièvre et 18 dans le Cher. 

### Carte

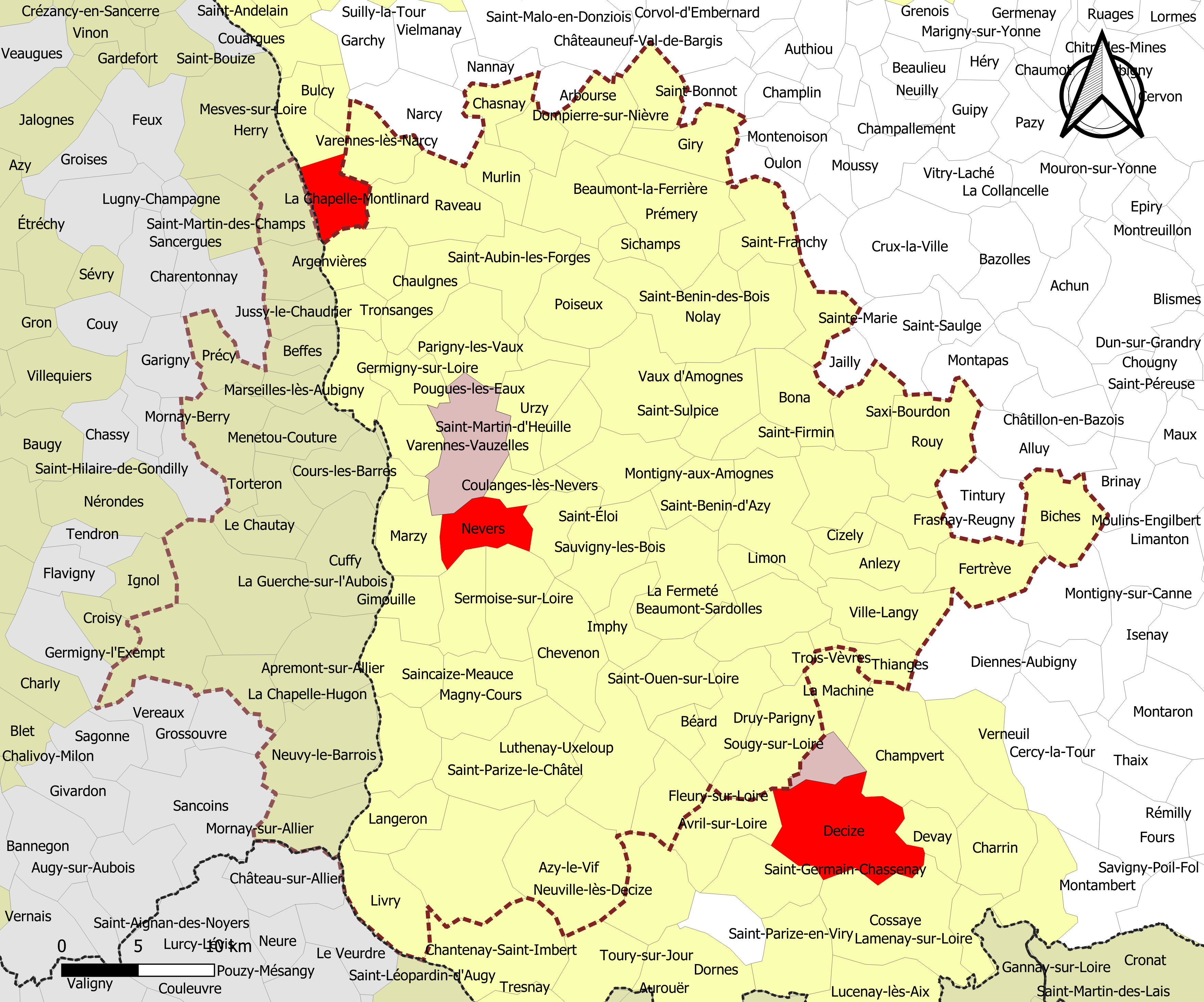
Carte de l'aire d'attraction de Nevers.
Commune-centre
Commune du pôle principal
Commune de la couronne

### Composition communale
| Catégorie                 | Département | Communes | Communes |
| Catégorie                 | Département | Nombre   | Libellé |
| ------------------------- | ----------- | -------- | --- |
| Commune-centre            | Nièvre      | 1        | Nevers. |
| Commune du pôle principal | Nièvre      | 1        | Varennes-Vauzelles. |
| Communes de la couronne   | Nièvre      | 73       | Anlezy, Azy-le-Vif, Béard, Beaumont-la-Ferrière, Beaumont-Sardolles, Biches, Billy-Chevannes, Bona, La Celle-sur-Nièvre, Challuy, Champvoux, Chasnay, Chaulgnes, Chevenon, Cizely, Coulanges-lès-Nevers, Dompierre-sur-Nièvre, Druy-Parigny, La Fermeté, Fertrève, Fleury-sur-Loire, Fourchambault, Frasnay-Reugny, Garchizy, Germigny-sur-Loire, Gimouille, Giry, Guérigny, Imphy, Langeron, Limon, Livry, Lurcy-le-Bourg, Luthenay-Uxeloup, Magny-Cours, La Marche, Mars-sur-Allier, Marzy, Montigny-aux-Amognes, Murlin, Nolay, Vaux d'Amognes, Parigny-les-Vaux, Poiseux, Pougues-les-Eaux, Prémery, Raveau, Rouy, Saincaize-Meauce, Saint-Aubin-les-Forges, Saint-Benin-d'Azy, Saint-Benin-des-Bois, Saint-Bonnot, Saint-Éloi, Saint-Firmin, Saint-Jean-aux-Amognes, Sainte-Marie, Saint-Martin-d'Heuille, Saint-Ouen-sur-Loire, Saint-Parize-le-Châtel, Saint-Pierre-le-Moûtier, Saint-Sulpice, Sauvigny-les-Bois, Saxi-Bourdon, Sermoise-sur-Loire, Sichamps, Sougy-sur-Loire, Thianges, Trois-Vèvres, Tronsanges, Urzy, Varennes-lès-Narcy, Ville-Langy. |
| Communes de la couronne   | Cher        | 18       | Apremont-sur-Allier, Argenvières, Beffes, La Chapelle-Hugon, La Chapelle-Montlinard, Le Chautay, Cours-les-Barres, Cuffy, Germigny-l'Exempt, La Guerche-sur-l'Aubois, Jouet-sur-l'Aubois, Marseilles-lès-Aubigny, Menetou-Couture, Mornay-sur-Allier, Neuvy-le-Barrois, Précy, Saint-Léger-le-Petit, Torteron. |

## Démographie
Cette aire est catégorisée dans les aires de 50 000 à moins de 200 000 habitants, une catégorie qui regroupe 18,4 % de la population au niveau national.